# Jan Streuer
Jan Streuer (* 6. Mai 1951) ist ein niederländischer ehemaliger Fußballspieler.
Der Stürmer stammte aus Coevorden und spielte von 1969 bis 1974 für den FC Twente. Der Linksfuß war verletzungsanfällig und absolvierte für die Tukkers insgesamt 50 Spiele, in denen er acht Tore erzielte.